# Four Seasons of Love
A Four Seasons of Love Donna Summer amerikai énekesnő negyedik albuma, amely 1976-ban jelent meg. Az előző két LP-hez hasonlóan ezt az albumot is a Casablanca Records forgalmazta az Egyesült Államokban, míg Európában különböző lemezcégek emblémája alatt jelent meg. A felvételek 1976 augusztusában-szeptemberében készültek a müncheni Musicland Studiosban. A lemez továbbvitte a szerelem témakörét, amely az előző két Donna Summer-album jellemzője volt, ám a Four Seasons of Love felépítése más, mint amilyen a Love to Love You Baby és az A Love Trilogy albumoké volt. Az új lemez „A” oldalán már nincs olyan hosszú, több mint 15 perces felvétel, mint az előző két lemezen. A 4 dal (az ötödik az első zenei témájának variációja) a szerelem témáját, egy kapcsolat történetét köti össze a négy évszakkal. Az első két dal egyértelműen diszkófelvétel, a másik kettő – különösen a Winter Melody – lassúbb, melankólikusabb dallam. Az eredeti LP-hez tartozott egy olyan naptármelléklet is, melynek 4 fotóján az énekesnő az egyes évszakoknak megfelelő öltözékekben volt látható. A képek – különösen a címlapfotó – egyértelműen „a szerelem First Ladyje” imázst erősítik, ennek ellenére azonban a dalokban már jóval kevesebb erotikus nyögés és sóhajtozás hallható, mint az előző két LP szerzeményeiben. A Four Seasons of Love az Egyesült Államokban ugyanúgy aranylemez lett, mint az énekesnő korábbi két albuma, összességében azonban mégsem tartozik Donna Summer legsikeresebb nagylemezei közé.

## A dalok

### „A” oldal
1. Spring Affair (Moroder – Bellotte – Summer) – 8.32
2. Summer Fever (Moroder – Bellotte – Summer) – 8.08

### „B” oldal
1. Autumn Changes (Moroder – Bellotte – Summer) – 5.30
2. Winter Melody (Moroder – Bellotte – Summer) – 6.30
3. Spring Affair (reprise) (Moroder – Bellotte – Summer) – 3.53

## Közreműködők
- The Midnite Ladies: Madeline Bell, Sunny Leslie, Sue Glover (háttérvokál)
- A többi zenész Munich Machine összefoglaló néven szerepel a lemezen. (Abban az időszakban Giorgio Moroder több olyan szólólemezt is kiadott Munich Machine néven, melyeken stúdiózenészek működtek közre.)
- Producerek: Giorgio Moroder, Pete Bellotte
- Hangmérnök: Juergen Koppers, Giorgio Moroder
- Keverés: Thor Baldurson, Giorgio Moroder
- Művészeti vezető, design: Henry Vizcarra, Chris Worff
- Címlapterv: Donna Summer, Joyce Bogart, Susan Manao
- Kosztümterv: Julio Martinez
- Make-up: Pierre Laroche
- Fotó: Mario Casilli

## Különböző kiadások

### LP
- 1976 Casablanca Records (NBLP 7038, Egyesült Államok)
- 1976 Philips (9128 003, Egyesült Államok)
- 1976 GTO (GTLP 018, Anglia)
- 1976 Durium Records (DAI 30257, Olaszország)
- 1976 Groovy (GR 9002, Hollandia)
- 1976 Bellaphon (NB 7036, NSZK)
- 1976 Atlantic (50 321, Franciaország)
- 1977 Atlantic (ATL 50 321, Egyesült Államok)

### CD
Casablanca Records (826 236-2, Egyesült Államok)

## Kimásolt kislemezek

### 7"
- 1976 Spring Affair / Come with Me (Atlantic, 10 885, Franciaország)
- 1976 Winter Melody / Wasted (GTO, GT 76, Anglia)
- 1977 I Remember Yesterday / Spring Affair (GTO, GT 107, Anglia)
- 1977 Love’s Unkind / Autumn Changes (GTO, GT 113, Anglia)

### 12"
- 1977 Winter Melody / Spring Affair (Casablanca Records, NBD 100, Egyesült Államok)
- 2004 Autumn Changes (Original Full Length Disco Mix)  / Autumn Changes (Funk Foundation Mix) (Hotwax Records NYC, PLAY 007, Anglia)

## Az album slágerlistás helyezései
Egyesült Államok, pop: Legmagasabb pozíció: 22. hely

Egyesült Államok, R&B: Legmagasabb pozíció: 13. hely

Németország: Legmagasabb pozíció: 31. hely

Svédország: 1976. december 14-től 1 hétig. Legmagasabb pozíció: 40. hely

## Legnépszerűbb slágerek
- Spring Affair

Anglia: Legmagasabb pozíció: 39. hely

Egyesült Államok, dance: Legmagasabb pozíció: 1. hely

Egyesült Államok, pop: Legmagasabb pozíció: 58. hely

Egyesült Államok, R&B: Legmagasabb pozíció: 24. hely
- Winter Melody

Anglia: 1976. december. Legmagasabb pozíció: 27. hely

Egyesült Államok, AC: Legmagasabb pozíció: 8. hely

Egyesült Államok, pop: Legmagasabb pozíció: 43. hely

Egyesült Államok, R&B: Legmagasabb pozíció: 21. hely

Írország: Legmagasabb pozíció: 20. hely

## Külső hivatkozások
- Dalszöveg: Spring Affair
- Dalszöveg: Summer Fever
- Dalszöveg: Autumn Changes
- Dalszöveg: Winter Melody
- Videó: Spring Affair